# Annie Last
Annie Last (Bakewell, 7 september 1990) is een Brits mountainbiker. Ze won vier zilveren medailles bij wereldkampioenschappen, waarvan twee onder 23 XCO, één elite XCO en één bij de elite Marathon. Ze won in 2017 de XCO wereldbekerwedstrijd in Lenzerheide en in 2018 de wedstrijd bij de Gemenebestspelen. Daarnaast is ze 10-voudig Brits kampioene bij de elite (9x Olympische afstand XCO, 1x korte cross XCC).

## Biografie
Last won bij de nieuwelingen en junioren de Britse titel. Tijdens haar eerste WK bij de beloften (onder 23) in 2009 wist ze ondanks een val en een kapotte schoen een vijfde plek te veroveren. Daarna won ze twee keer een zilveren medaille op de wereldkampioenschappen.
In 2012 werd Last prof. Ze stapte over naar de elite categorie en wist zich te kwalificeren voor de Olympische Zomerspelen 2012 in London. Ze eindigde als 8ste, op 2 min 55 s van de Franse winnares Julie Bresset.
Midden 2013 kreeg ze last van een rugblessure, het duurde tot begin 2014 voor ze terug in competitie trad.
In 2017 won Last de Wereldbekerwedstrijd in Lenzerheide. Ze trad daarmee in de voetsporen van Caroline Alexander die 20 jaar eerder hetzelfde deed in Sankt Wendel. Later dat jaar won ze in de befaamde Cape Epic etappekoers, samen met haar ploeggenote en wedstrijdpartner Mariske Strauss, de koninginnenrit en de tweede plek in het algemene klassement. Een jaar later verloren ze wegens ziekte van Strauss in de laatste dagen het zilver, maar wisten ze toch een derde plek in het klassement veilig te stellen. Drie weken later won Last de mountainbikewedstrijd tijdens de Gemenebestspelen.
In 2022 werd ze tweede op de Britse nationale kampioenschappen veldrijden. Op de mountainbike werd ze tweevoudig Brits kampioen, op zowel de Olympische (XCO) als de korte afstand (XCC). Bij de wereldkampioenschappen op de Marathon won ze het zilver.
Ook in 2023 veroverde Last het zilver op de Britse kampioenschappen veldrijden.

## Palmares

### Mountainbike
| Seizoen | Wereldbeker                       | Kampioenschappen            | Overige overwinningen                                                       | Totaal aantal zeges |
| ------- | --------------------------------- | --------------------------- | --------------------------------------------------------------------------- | ------------------- |
| 2006    |                                   | BK nieuwelingen             |                                                                             | 1                   |
| 2008    |                                   | BK junioren                 |                                                                             | 1                   |
| 2010    |                                   | BK elite · WK U23           |                                                                             | 1                   |
| 2011    |                                   | BK, WK U23                  |                                                                             | 1                   |
| 2012    | 3e Val d'Isere                    |                             | Sherwood Pines, Dalby Forest, Stoumont, Davos, Muttez                       | 1                   |
| 2013    |                                   |                             |                                                                             | 0                   |
| 2014    |                                   | BK                          |                                                                             | 1                   |
| 2015    |                                   | BK                          | Cathkin Braes, Newnham Park                                                 | 3                   |
| 2016    |                                   | BK                          | Mpumalanga                                                                  | 2                   |
| 2017    | 1e Lenzerheide                    | BK, WK                      | Dalby Forest, Hadleigh park, Cape Epic (rit 6)                              | 5                   |
| 2018    |                                   | GS, BK                      | Dalby Forest, Cape Epic                                                     | 3                   |
| 2019    | 2e XCC Nove Mesto 3e XCO SnowShoe | BK                          | Cannock Chase, Lostorf, Sherwood Pines, Chelva, Banyoles, Stellenbosch (2x) | 8                   |
| 2021    | 3e XCC Albstadt 4e XCC Nove Mesto |                             |                                                                             | 0                   |
| 2022    |                                   | BK XCO en XCC · WK Marathon | Newcastleton                                                                | 2                   |

### Veldrijden
Britse Kampioenschappen in 2022 en 2023
 Britse Kampioenschappen in 2012, 2013 en 2015
Overwinningen
2022/23 National Trophy Series: Torbay Velo Park
2012/13 National Trophy Series: Derby
2007/08 National Trophy Series: Derby
2007/08 National Trophy Series: Bradford